# Corydalis balsamiflora
Corydalis balsamiflora är en vallmoväxtart som beskrevs av David Prain. Corydalis balsamiflora ingår i släktet nunneörter, och familjen vallmoväxter. Inga underarter finns listade i Catalogue of Life.